# Alexander Opoku
Nana Alexander Opoku (ur. 31 sierpnia 1974 w Sunyani) – ghański piłkarz grający na pozycji pomocnika. W swojej karierze rozegrał 2 mecze w reprezentacji Ghany.

## Kariera klubowa
Swoją karierę piłkarską Opoku rozpoczął w klubie BA Stars FC. W 1990 roku zadebiutował w jego barwach w ghańskiej pierwszej lidze. Grał w nim do końca sezonu 1992/1993.
W 1993 roku Opoku wyjechał do Niemiec i został zawodnikiem klubu VfB Lipsk. 9 października 1993 zadebiutował w nim w Bundeslidze w przegranym 1:2 wyjazdowym meczu z Eintrachtem Frankfurt. W sezonie 1993/1994 spadł z Lipskiem do 2. Bundesligi. W klubie tym grał do końca sezonu 1997/1998.
Latem 1998 Opoku przeszedł do FC Remscheid, w którym spędził rok. W latach 1999–2001 był zawodnikiem FSV Frankfurt, a w sezonie 2004/2005 występował w Rot-Weiß Bad Muskau.
| Sezon   | Klub                | Kraj   | Rozgrywki                 | Mecze | Bramki |
| ------- | ------------------- | ------ | ------------------------- | ----- | ------ |
| 1990/91 | BA Stars FC         | Ghana  | Premier League            | ?     | ?      |
| 1991/92 | BA Stars FC         | Ghana  | Premier League            | ?     | ?      |
| 1992/93 | BA Stars FC         | Ghana  | Premier League            | ?     | ?      |
| 1993/94 | VfB Lipsk           | Niemcy | Bundesliga                | 10    | 1      |
| 1994/95 | VfB Lipsk           | Niemcy | 2. Bundesliga             | 10    | 0      |
| 1995/96 | VfB Lipsk           | Niemcy | 2. Bundesliga             | 12    | 0      |
| 1996/97 | VfB Lipsk           | Niemcy | 2. Bundesliga             | 15    | 3      |
| 1997/98 | VfB Lipsk           | Niemcy | 2. Bundesliga             | 17    | 0      |
| 1998/99 | FC Remscheid        | Niemcy | Regionalliga West/Südwest | 24    | 2      |
| 1999/00 | FSV Frankfurt       | Niemcy | Regionalliga Süd          | 22    | 2      |
| 2000/01 | FSV Frankfurt       | Niemcy | Oberliga Hessen           | 26    | 3      |
| 2004/05 | Rot-Weiß Bad Muskau | Niemcy | VI liga                   | ?     | ?      |

## Kariera reprezentacyjna
W 1991 roku Opoku zdobył z Ghaną U-17 mistrzostwo świata U-17 na Mistrzostwach Świata U-17.
W reprezentacji Ghany Opoku zadebiutował 8 lipca 1994 w przegranym 2:3 towarzyskim meczu z Japonią, rozegranym w Nagoji. Wcześniej, w tym samym roku, powołano go do kadry na Puchar Narodów Afryki 1994. Na tym turnieju nie rozegrał żadnego meczu. W kadrze narodowej wystąpił 2 razy.